# Jewels (ballet)
Pour les articles homonymes, voir Jewels.

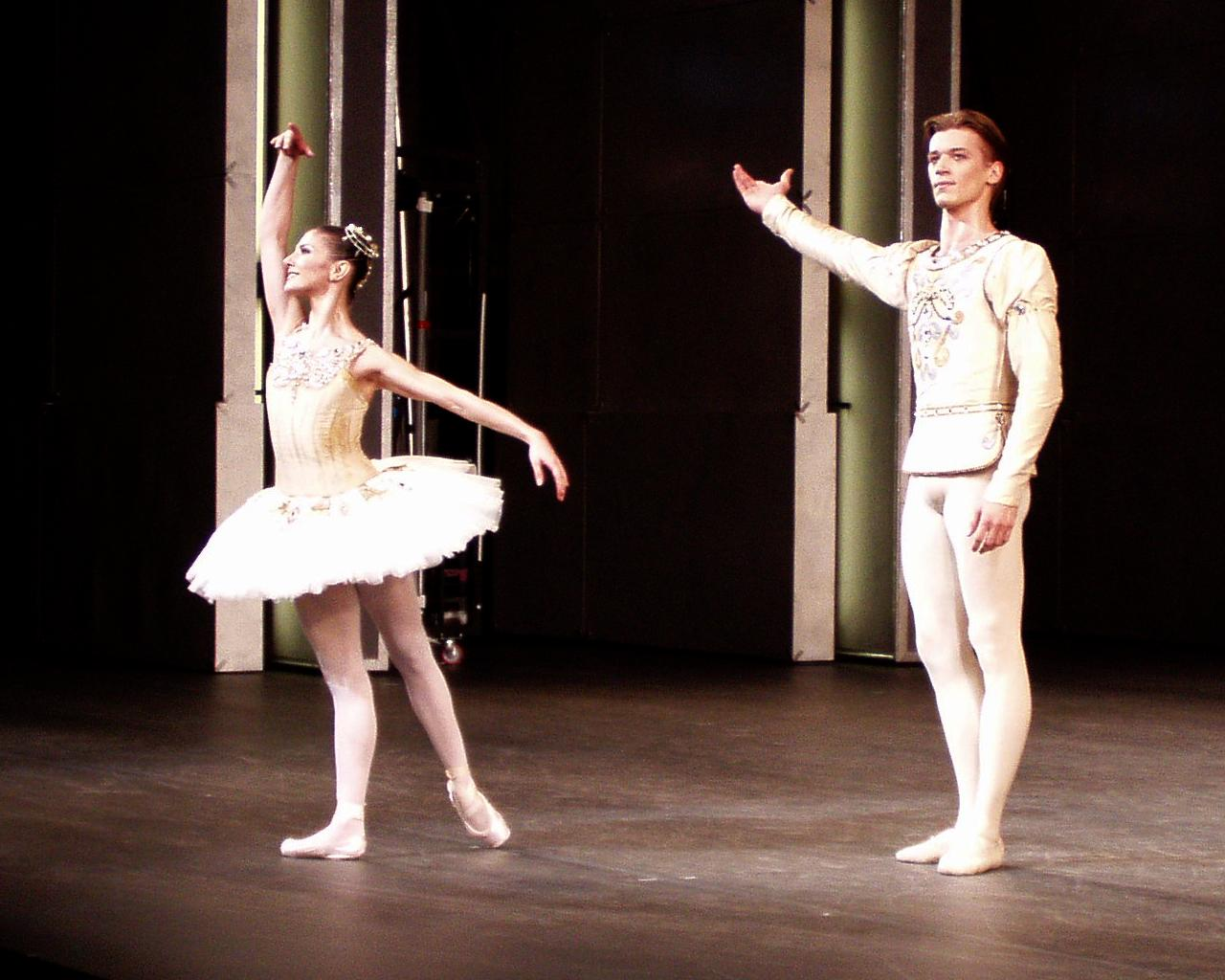
Les saluts de Diamonds, lors d'une représentation de Jewels par le Royal Ballet.

Jewels (Joyaux) est un ballet en trois parties chorégraphié par George Balanchine pour le New York City Ballet. Il fut représenté pour la première fois le 13 avril 1967 au New York State Theater.

## Histoire de la création
George Balanchine a trouvé l'inspiration de ce ballet, selon ses propres dires, en se promenant le long des bijouteries de la Cinquième Avenue new-yorkaise. Plus tard, l'idée d'en faire un triptyque dédié aux grandes écoles de la danse s'imposera, trouvant sa source dans les multiples influences de ce chorégraphe ayant débuté au Théâtre Mariinsky, créé pour l'Opéra de Paris et à qui l'on doit la fondation du New York City Ballet.
Contrairement au souhait de George Balanchine, Jewels n'a jamais été représenté par ces trois compagnies réunies, même si le ballet dans son intégralité fait partie du répertoire de chacune (depuis octobre 1999 pour le Mariinsky et décembre 2000 pour l'Opéra de Paris). Toutefois, des solistes de chaque école l'ont interprété ensemble à l'occasion d'une édition du Festival du Mariinsky.
D'autres compagnies ont inscrit Jewels à leur répertoire, notamment le Ballet de Hambourg, le Miami City Ballet, le Cincinnati Ballet, le San Francisco Ballet, Het Nationale Ballet ou encore le Royal Ballet.

## Argument
- Emeralds (Émeraudes) a été pensé comme un hommage poétique à l'école romantique française, et est traditionnellement dansé avec des tutus longs.
- Rubies (Rubis) se veut l'héritier d'une tradition américaine empruntée aux comédies musicales de Broadway, traduite par des intonations très jazz et des mouvements plus balancés, plus déhanchés.
- Diamonds (Diamants) s'inspire du style et de la virtuosité de la danse russe, ainsi que des grands ballets classiques qui ont fait la célébrité de cette école.

## Musique
- Emeralds (Émeraudes) : extraits de Pelléas et Mélisande (1898) et Shylock (1889) de Gabriel Fauré.
- Rubies (Rubis) : Capriccio pour piano et orchestre (1929) d'Igor Stravinsky.
- Diamonds (Diamants) : Symphonie nº 3 en ré majeur (« Polonaise »), op. 29 (1875) de Piotr Ilitch Tchaïkovski, sans le 1er mouvement.